# دانشنامه نیپونیکا
دانشنامه نیپونیکا (به ژاپنی: 日本大百科全書 Nihon Dai Hyakka Zensho) یک دائرةالمعارف جامع است که در سال ۱۹۸۴ توسط شوگاکوکان منتشر شده‌است. اولین چاپ این دانشنامه دارای ۲۵ جلد و در سال ۱۹۸۹ کامل شده بود.